# Marcia Arriaga
Marcia Catalina Arriaga Larrinúa (* 18. Oktober 1955 in Acapulco, Guerrero) ist eine ehemalige mexikanische Schwimmerin, die an den Olympischen Spielen 1968 und 1972 teilgenommen hat.
Als sie am 19. Oktober 1968 zu ihrem ersten Wettkampf bei den Olympischen Spielen 1968 in Mexiko-Stadt antrat, war Arriaga mit einem Alter von 13 Jahren und einem Tag die bisher jüngste mexikanische Olympiateilnehmerin aller Zeiten.
Bei den Panamerikanischen Spielen 1971 in Cali erzielte sie im Mannschaftsschwimmen über viermal 100 m gemeinsam mit der Bronzemedaillengewinnerin der Olympischen Spiele von 1968, María Teresa Ramírez sowie Leonor Urueta und Norma Amezcua den dritten Platz.